# Петр Шевчик
Петр Шевчик (чеськ. Petr Ševčík, нар. 4 травня 1994, Єсеник) — чеський футболіст, півзахисник празької «Славії» і національної збірної Чехії. На умовах оренди грає за «Яблонець».
Триразовий чемпіон Чехії.

## Клубна кар'єра
Народився 4 травня 1994 року в місті Єсеник. Вихованець футбольної школи клубу «Сігма» (Оломоуць). Дорослу футбольну кар'єру розпочав 2014 року в основній команді того ж клубу, в якій провів два сезони, взявши участь у 14 матчах чемпіонату. Протягом частини 2014 року також грав на умовах оренди за «Опаву».
Привернув увагу представників тренерського штабу ліберецького «Слована», до складу якого приєднався 2016 року. Відіграв за його команду наступні три сезони своєї ігрової кар'єри. Більшість часу, проведеного у складі «Слована», був основним гравцем команди.
2019 року перейшов до працької «Славії». Протягом перших трьох сезонів у новій команді незмінно вигравав футбольну прешість Чехії.

## Виступи за збірні
2009 року дебютував у складі юнацької збірної Чехії (U-16), загалом на юнацькому рівні взяв участь у 24 іграх, відзначившись 2 забитими голами.
Протягом 2014–2016 років залучався до складу молодіжної збірної Чехії. На молодіжному рівні зіграв в одному офіційному матчі.
2019 року дебютував в офіційних матчах у складі національної збірної Чехії, згодом був включений до її заявки на фінальну частину чемпіонату Європи 2020.
| Дата       | Місто      | Господарі  | Результат | Гості      | Турнір                               | Голи | Примітки |
| ---------- | ---------- | ---------- | --------- | ---------- | ------------------------------------ | ---- | -------- |
| 14-11-2019 | Пльзень    | Чехія      | 2 – 1     | Косово     | Відбір до ЧЄ 2020                    | -    | 76'      |
| 17-11-2019 | Софія      | Болгарія   | 1 – 0     | Чехія      | Відбір до ЧЄ 2020                    | -    | 65'      |
| 4-9-2020   | Братислава | Словаччина | 1 – 3     | Чехія      | Ліга націй УЄФА 2020-2021 - 1-й етап | -    | 86'      |
| 7-10-2020  | Ларнака    | Кіпр       | 1 – 2     | Чехія      | товариський матч                     | -    | 70'      |
| 11-10-2020 | Хайфа      | Ізраїль    | 1 – 2     | Чехія      | Ліга націй УЄФА 2020-2021 - 1-й етап | -    | 68'      |
| 14-10-2020 | Глазго     | Шотландія  | 1 – 0     | Чехія      | Ліга націй УЄФА 2020-2021 - 1-й етап | -    | 65'      |
| 4-6-2021   | Болонья    | Італія     | 4 – 0     | Чехія      | товариський матч                     | -    | 61'      |
| 14-6-2021  | Глазго     | Шотландія  | 0 – 2     | Чехія      | ЧЄ 2020 - груповий етап              | -    | 87'      |
| 18-6-2021  | Глазго     | Хорватія   | 1 – 1     | Чехія      | ЧЄ 2020 - груповий етап              | -    | 74'      |
| 22-6-2021  | Лондон     | Англія     | 1 – 0     | Чехія      | ЧЄ 2020 - груповий етап              | -    | 46'      |
| 27-6-2021  | Будапешт   | Нідерланди | 0 – 2     | Чехія      | ЧЄ 2020 - 1/8 фіналу                 | -    | 85'      |
| 3-7-2021   | Баку       | Чехія      | 1 – 2     | Данія      | ЧЄ 2020 - чвертьфінал                | -    | 79'      |
| 24-9-2022  | Прага      | Чехія      | 0 – 4     | Португалія | Ліга націй УЄФА 2022-2023 - 1-й етап | -    | 63'      |
| 27-9-2022  | Тирана     | Швейцарія  | 2 – 1     | Чехія      | Ліга націй УЄФА 2022-2023 - 1-й етап | -    | 79'      |
| 27-3-2023  | Кишинів    | Молдова    | 0 – 0     | Чехія      | Відбір до ЧЄ 2024                    | -    | 73' 88'  |
| 18-6-2024  | Лейпциг    | Португалія | 2 – 1     | Чехія      | ЧЄ 2024 - груповий етап              | -    | 79'      |
| 22-6-2024  | Гамбург    | Грузія     | 1 – 1     | Чехія      | ЧЄ 2024 - груповий етап              | -    | 81'      |
| Усього     |            | Матчів     | 17        |            | Голів                                | 0    |          |

## Титули і досягнення
- Чемпіон Чехії (3):

«Славія»: 2018-2019, 2019-2020, 2020-2021
- Володар Кубка Чехії (3):

«Славія»: 2018-2019, 2020-2021, 2022-2023